# Зайчук Олександр Вікторович
Олександр Вікторович Зайчук (22 жовтня 1979 року, м. Дніпропетровськ, Українська РСР) доктор технічних наук, професор Українського державного університету науки і технологій, вчений в галузі хімічних технологій, педагог вищої школи.

## Біографія
Зайчук Олександр Вікторович народився 22 жовтня 1979 року в м. Дніпропетровськ (нині м. Дніпро), Україна.
1986–1996 рр. навчання в загальноосвітній середній школі м. Дніпропетровськ.
1996–2001 рр. навчання в Українському державному хіміко-технологічному університеті. Здобув кваліфікацію магістра з хімічної технології та інженерії.
2001–2004 рр. навчання в аспірантурі Українського державного хіміко-технологічного університету.
2004 р. захист кандидатської дисертації за спеціальністю 05.17.11 «Технологія тугоплавких неметалічних матеріалів» на тему «Кольорові склопокриття на основі сирих глазурей».
2010–2013 рр. навчання в докторантурі Українського державного хіміко-технологічного університету.
2015 р. захист докторської дисертації за спеціальністю 05.17.11 «Технологія тугоплавких неметалічних матеріалів» на тему “Фізико-хімічні основи технології керамічних пігментів на базі шлаків чорної металургії”
2005–2024 рр. асистент, доцент, професор кафедри хімічної технології кераміки та скла (нині кафедра хімічних технологій кераміки, скла та біомедичних матеріалів).
Від 2024 р. завідувач кафедри хімічних технологій кераміки, скла та біомедичних матеріалів. 
2007–2010 рр. заступник декана факультету технології силікатів ДВНЗ УДХТУ.
2015–2019 рр. декан факультету обладнання і технології скла, кераміки, будівельних матеріалів та харчових виробництв ДВНЗ УДХТУ.
2019–2023 рр. перший проректор ДВНЗ УДХТУ.
2023–2024 рр. голова комісії з реорганізації ДВНЗ УДХТУ.
Від 2023 року працює проректором з науково-педагогічної роботи УДУНТ.

## Коло наукових інтересів
Теоретичні та експериментальні дослідження керамічних та склокристалічних матеріалів різного функціонального призначення (радіопрозорих, радіопоглинаючих, ударостійких, зносостійких, біомедичного призначення), керамічних пігментів на базі різних промислових відходів, а також захисних покриттів (глазурних, ангобних) для тонкої і будівельної кераміки.

## Викладацька діяльність
На кафедрі хімічних технологій кераміки, скла та біомедичних матеріалів ННІ УДХТУ викладає дисципліну «Теплові процеси і агрегати в технології тугоплавких неметалевих і силікатних матеріалів». Є керівником кваліфікаційних науково-дослідних робіт.

## Наукова діяльність
Автор понад 200 наукових праць, серед яких: 100 статей (60 з них входять до наукометричної бази даних Scopus), 36 патентів України на винаходи, закордонна монографія, видана в країні Європейського Союзу. Протягом роботи був керівником 2, виконавцем та відповідальним виконавцем 7 господарсько-договірних і виконавцем 7 держбюджетних науково-дослідних робіт, керівником науково-технічної розробки за державним замовленням, керівником проєкту з виконання наукових досліджень і розробок Національного фонду досліджень України. Під його керівництвом захищена 1 кандидатська дисертація і 1 дисертація доктора філософії.

## Громадська діяльність
З 2016 р. член наукової ради МОН України, секція за фаховим напрямом 16 «Хімія».
З 2020 р. експерт Національного фонду досліджень України. 
2016–2018 рр. – член науково-методичної комісії з інженерії (підкомісія «161 Хімічні технології та інженерія») сектору вищої освіти Науково-методичної ради МОН України. Член спеціалізованої вченої ради Д 08.078.02 при УДУНТ; член науково-технічної ради УДУНТ, заступник голови ради якості освітньої діяльності УДУНТ, заступник голови вченої ради УДУНТ.

## Нагороди
2011–2012 рр. стипендіат Кабінету Міністрів України для молодих учених.
Подяка Міністерства освіти і науки України (2016 р.).
Грамота Міністерства освіти і науки України (2020 р.).
Подяка Міністерства з питань стратегічних галузей промисловості України (2024 р.).
Почесна грамота Міністерства освіти і науки України (2025 р.). 

## Захоплення
Футбол, баскетбол, настільний теніс, плавання.

## Вибрані публікації
1. Зайчук А. В. Цветные стеклопокрытия на основе сырых глазурей : дис. … канд. техн. наук. : 05.17.11. Днепропетровск, 2004. 224 с.
2. Зайчук А. В. Физико-химические основы технологии керамических пигментов на базе шлаков черной металлургии : дис. … д-ра техн. наук : 05.17.11. Днепропетровск , 2014. 494 с.
3. Сардак Е. М., Голеус В. І., Зайчук О. В. Теплові процеси і агрегати в технології тугоплавких неметалевих та силікатних матеріалів : навч. посіб. Дніпропетровськ : Свідлер А. Л., 2015. 248 с.
4. Belyi Ya. I., Zaichuk A. V. Ceramic pigments for producing black glazes. Glass and Ceramics (English translation of Steklo i Keramika). 2005. Vol. 62, № 9–10. P. 290–292.
5. Quartz ceramics modified by nanodispersed silica additive / E. S. Khomenko, A. V. Zaichuk, E. V. Karasik, A. A. Kunitsa. Functional Materials. 2018. Vol. 25, № 3. Р. 613–618.
6. Synthesis and characterisation of dye-intercalated nickel-aluminium layered-double hydroxide as a cosmetic pigment / V. Kovalenko, V. Kotok, A. Yeroshkina, A. Zaychuk. Eastern-European Journal of Enterprise Technologies. 2017. Vol. 5, № 12 (89). P. 27–33.
7. Minakova N. A., Zaichuk A. V., Belyi Ya. I. The structure of borate glass / Glass and Ceramics (English translation of Steklo i Keramika). 2008. Vol. 65, № 3–4. P. 70–73.
8. Zaichuk A. V., Belyi Ya. I. Black ceramic pigments based on open-hearth slag / Glass and Ceramics (English translation of Steklo i Keramika). 2012. Vol. 69, № 3–4. P. 99–103.
9. Zaichuk A. V., Amelina A. A. Production of uvarovite ceramic pigments using granulated blast-furnace slag / Glass and Ceramics (English translation of Steklo i Keramika). 2017. Vol. 74, № 3–4. Р. 99–103.
10. Radio-transparent ceramic materials of spodumene-cordierite composition / A. V. Zaichuk, A. A. Amelina, О. V. Karasik et al. / Functional Materials. 2019. Vol. 26, № 1. P. 174–181.
11. Zaychuk A., Iovleva J. The study of ceramic pigments of spinel type with the use of slag of aluminothermal production of ferrotitanium / Chemistry and Chemical Technology. 2013. Vol. 7, № 2. P. 217–225.
12. Properties and structural characteristics of glasses in the SrO-BaO-Al2O3-B2O3-SiO2 system for dielectric composite materials / O. A. Amelina, O. V. Zaichuk, Y. S. Hordieiev et al. Питання хімії та хімічної технології. 2024. № 6. P. 47–54.
13. Hordieiev Y. S., Zaichuk A. V. Effects of composition on the structure, thermal and some physical characteristics of Bi2O3-B2O3-ZnO-SiO2 glasses / Journal of Ovonic Research. 2024. Vol. 20, № 3. Р. 273–283.
14. Hordieiev Y. S., Zaichuk A. V. Impact of aluminum fluoride addition on crystallization, structure and thermal properties of lead borate glasses / Chalcogenide Letters. 2024. Vol. 21, № 3. Р. 243–253.
15. Hordieiev Y., Zaichuk A. Thermal and crystallization behavior of aluminum-doped bismuth borate glasses / MRS Advances 2024. Vol. 9, № 9. Р. 671–677.
16. Carbon plastics for reusable hypersonic flight vehicles / M. Kazakevich, I. Husarova … Zaichuk O. / Питання хімії та хімічної технології. 2024. № 6. P. 150–157.
17. Khomenko O., Zaichuk A., Amelina A. Low-temperature cordierite ceramics with porous structure for thermal shock resistance products / Open Ceramics. 2024. Vol. 17. Р. 100520.
18. Polozhaj S. G., Zaichuk O. V., Polozhaj A. G. Fusible glass-crystalline binder in the spodumene-manganese cordierite system / Питання хімії та хімічної технології. 2024. № 6. P. 117–122.
19. Glass-ceramic binder of cordierite composition for low-temperature sintering of high-strength ceramic materials based on oxygen-free silicon compounds / S. G. Polozhaj, O. V. Zaichuk, A. G. Polozhaj et al. Питання хімії та хімічної технології. 2024. № 5. P. 79–84.
20. Zaichuk А. V., Amelina А. A., Hordieiev Y. S. Cobalt-containing diopside pigments based on granulated blast furnace slag / Pigment and Resin Technology. 2024. Vol. 53, № 5. Р. 624–630.
21. Радіопрозора цельзіанова кераміка, модифікована склом в псевдопотрійній системі BaO-Al2O3-SiO2: синтез, мікроструктура, термічні і фізичні властивості / О. В. Зайчук, О. А. Амеліна, Ю. Р. Калішенко, Ю. С. Гордєєв. Питання хімії та хімічної технології. 2024. № 5. С. 71–78.